# 康庆德
康庆德（1942年10月—），男，江苏镇江人，中国数学学者。河北师范大学教授、博士生导师。主要从事组合数学及编码理论等领域研究。

## 生平
1964年毕业于河北北京师范学院数学系。1981年南开大学数学系硕士研究生毕业。1988年赴荷兰埃因霍温理工大学进行合作研究，获博士学位。1989年回国。1991年起享受国务院政府特殊津贴。1996年被评为国家级优秀中青年专家。曾任河北师范大学学术委员会副主任、学报编委会副主任、数学研究所所长。中国数学会理事、河北省数学会理事长，中国工业与应用数学学会常务理事、河北省工业与应用数学会理事长。